# Галерија застава са крстом
Ово је списак застава које користе крст као своје знамење.

## Грчки (равнокраки) крст
Види Грчки крст
Заставе са крстовима преко целог поља
- Поморска застава Грчке
- Поморска застава Норвешке
- Застава Португала (1095—1143)
- ICS flag Ромео
- ICS flag Икс - зрак
- Застава Уније Шведске и Норвешке (1814-1905)

Остало
- Застава Византијског царства (14. век)
- Стандарта председника Финске
- Застава Галиције, Шпанија
- Застава Гдањска, Пољска
- Застава Грузије
- Застава Грчке
- Стандарта председника Грчке
- Flag of Guernsey, Channel Islands
- Застава Гернзија, Каналска острва
- Застава Катанге (1960-1963)
- Застава Мадеире, Португал
- Застава Малте
- Поморска застава Малте
- Стандарта председника Малте
- Застава Јужнофранцуских Пиринеја, Француска
- Застава Санта Круза де Момпоха, департман Боливар, Колумбија
- Застава Црне Горе
- Застава Пењамелера Баха, Астурија, Шпанија
- Застава Црвеног крста
- Застава Сан Марина
- Застава Краљевства Сардиније (1848-1946)
- Застава Ситгеса, Каталонија, Шпанија
- Застава кантона Швиц, Швајцарска
- Застава Швајцарске
- Застава Тонге
- Застава провинције Утрехт, Холандија
- Застава Валиса и Футуне, Француска (незванична)

## Латински крст
Види Латински крст
- Застава Аљанде, Астурија, Шпанија
- Застава Битке код Арклоуа, Ирска
- Застава Астурије, Шпанија
- "Хришћанска застава"
- Застава Доминиканске Републике
- Застава Гозона, Шпанија
- Застава Молдавије
- Застава Монсерата, Велика Британија
- Застава савезне државе Пернамбуко, Бразил
- Застава Санта Еулаље де Оскос, Астурија, Шпанија
- Застава Ватикана

## Лоренин крст
Види: Двоструки крст
- Застава Републике Алзас-Лорен (1918)
- Државна застава Мађарске
- Поморска застава Мађарске
- Застава Словачке
- Стандарта председника Словачке
- Јединице Слободне Француске (1940-1944)
- Поморске снаге Слободне Француске (1940-1944)

## Малтешки крст
- Краљевска стандарта Аустралије
- Поморска застава Малте
- Стандарта председника Малте
- Застава Великог војводства Тоскана (1569-1807 and 1814-1859)

## Патријаршијски крст
- Застава Слободне Француске (1940-1944)

## Крст светог Андреја

### Заставе са крстовима преко целог поља
- NATO signal flag 4
- NATO signal flag 5
- Застава Алабаме, САД
- Застава Амијеве, Астурија, Шпанија
- Поморска застава Белгије
- Поморска застава Бугарске
- Застава Бурундија
- Застава Конфедерације (1861-1865)
- Поморска застава Естоније
- Застава Флориде, САД
- Застава Форталезе, Бразил
- Поморска застава Грузије
- Застава Гванабаре, Бразил
- Икуриња (Баскијска застава)
- Застава Џерсија, Каналска острва
- Застава Јамајке
- Застава Катвајка, Јужна Холандија, Холандија
- Застава Дистрикта Ладо, Судан
- Поморска застава Летоније
- Застава Краљевства Мерсијал (традиционална)
- ICS flag mike
- Застава Нове Шпаније (1506-1785)
- Застава Нове Шкотске, Канада
- Flag of Peñamellera Baja, Астурија, Шпанија
- Поморска застава Парагваја
- Застава Почефстрома, Северозападна покрајина, Јужноафричка Република
- Застава Острва освежења (1811-1816)
- Застава Рио де Жанеира, Бразил
- Застава Пограничне службе Русије
- Поморска застава Русије
- Поморска застава Русије
- Застава светог Патрика
- Застава департмана Сан Андрес и Провиденсија, Колумбија
- Застава Шкотске, Велика Британија
- Застава Тенерифа, Канарска острва, Spain
- Застава Велике Британије
- Поморска застава Уругваја
- ICS flag victor
- Застава Валдивије, Чиле
- Застава Вортрекерса, Јужноафричка Република
- Застава Вајхена, Хелдерланд, Холандија

### Остало
Види commons:Flags based on British ensigns
- Застава Амстелвена, Северна Холандија, Холандија
- Застава Амстердама, Северна Холандија, Холандија
- Застава Бернисеа, Јужна Холандија, Холандија
- Застава Бреде, Северни Брабант, Холандија
- Застава Бројкелена, Утрехт, Холандија
- Застава Кромстрајена, Јужна Холандија, Холандија
- Застава Ејбара, Баскија, Шпанија
- Застава Хендрик-Идо-Амбахта, Јужна Холандија, Холандија
- Застава Аудер-Амстела, Аудер-Амстел, Холандија
- Застава Светог Пјера и Микелона, Француска (незванична)
- Застава Страјена, Јужна Холандија, Холандија

## Нордијски крст
Види Заставе са нордијским крстом
- Застава Оландских острва, Финска
- Застава Алдтшерка, Фризија, Холандија
- Застава Баре, Шкотска, Велика Британија
- Застава Бајамона, Порторико, САД
- Застава Калеа, Па де Кале, Француска
- Застава католичке катедрале у Стокхолму
- Застава Данске
- Застава Источне Карелије, Русија
- Застава Финске
- Државна застава Финске
- Застава Фарских острва
- Застава Исланда
- Застава Калмарске уније (1397-1523)
- Застава Норвешке
- Застава Оркнија, Шкотска, Велика Британија
- Застава Сао Паула, Бразил
- Застава Шетланда, Шкотска, Велика Британија
- Застава Сконеланда, Скандинавија
- Застава Јужног Уиста, Западни Хебриди, Шкотска, Велика Британија
- Застава покрајине Ставропољ, Русија
- Застава Шведске
- Застава Вепсија, Русија
- Застава Јоркшира, Енглеска, Велика Британија (предлог)

## Јужни крст
Главни чланак: Заставе са јужним крстом. Неки примери:
- Застава Аустралије
- Застава Гојаса, Бразил
- Застава Папуа Нове Гвинеје
- Застава Провинције Огњена Земља, Аргентина

## Свастика/Тетраграматон/Кукасти крст
- Застава Јаинизма
- Стандарта председника Финске
- Застава Немачке (1935-1945)
- Застава народа Куна, Панама

## Симетрични крст
Заставе са крстовима преко целог поља
- Трговачка застава Бахама
- Поморска застава Бахама
- Поморска застава Бахама
- Поморска застава Бразила
- Застава Бретање из средњег века
- Поморска застава Бугарске
- Застава Корнвола, Енглеска, Велика Британија
- Застава Дербишира, Енглеска, Велика Британија
- Застава Дорсета, Енглеска, Велика Британија
- Застава Девона, Енглеска, Велика Британија
- Застава Доминике
- Застава Доминиканске Републике
- Трговачка застава Доминиканске Републике
- Застава Енглеске
- Поморска застава Естоније
- Трговачка застава Фиџија
- Застава Републике Ђенове (1580-1814, уз прекиде)
- Застава Грузије
- Поморска застава Грузије
- Застава Глустершира, Енглеска, Велика Британија
- Државна застава Краљевине Грчке (1863-1970)
- Застава Грчке (1828-1978)
- Grito de Lares flag
- Застава Провинције Гронинген
- Застава Гернзија
- Застава Херма
- Икуриња (Баскијска застава)
- Поморска застава Летоније
- Поморска застава Летоније
- Стандарта председника Летоније
- Застава Града Лондона
- Застава Марсеља, Француска
- Застава Мартиника, Француска (unofficial)
- Застава Монтреала, Квебек, Канада
- Застава Морсина, Шпанија
- Застава народа Маскоџи
- Застава Северне Ирске (1953-1972)
- Застава Пијемонта, Италија
- Застава Квебека, Канада
- Поморска застава Русије
- Застава Сардиније, Италија
- Flag of Sitges, Шпанија
- Поморска застава Украјине
- Застава Велике Британије
- Застава Велса, Велика Британија (незванична)
- Застава Цркве Велса, Велика Британија

Остало
Види: Галерија застава заснованих на британском знамењу
- Застава Британске Колумбије, Канада
- Eureka Flag (1854)
- Застава Фиџија
- Застава Светог Пјера и Микелона, Француска
- Застава Србије

## Остали крстови
- Застава Адхунтаса, Порторико (Illesca Cross)
- Застава Франсаскоа
- Застава Џеферсона, предлог сецесиониста
(двоструки крст)
- Стара застава Црне Горе
- Застава Портланда, Орегон
- Застава Собрескобио (Крст светог Џејмса)
- Застава Полтавске области, Украјина (Козачки крст)